# علي خوجة باي
علي خوجة باي هو باي قسنطينة وحاكم بايلك الشرق ضمن أيالة الجزائر في العهد العثماني. امتد حكمه بين سنتي 1692 و1700 ليخلفه فيما بعد أحمد بن فرحات باي.